# Niceforoiellus
Niceforoiellus is een geslacht van hooiwagens uit de familie Stygnidae.
De wetenschappelijke naam Niceforoiellus is voor het eerst geldig gepubliceerd door Mello-Leitão in 1941. 

## Soorten
Niceforoiellus is monotypisch en omvat slechts de volgende soort:
- Niceforoiellus assimilis